# Lois Hamilton
Pour les articles homonymes, voir Hamilton.
Lois Hamilton, née Lois Aurino à Philadelphie (Pennsylvanie) le 14 octobre 1952 et morte par suicide à Rio de Janeiro (Brésil) le 23 décembre 1999, est une mannequin et actrice américaine, aussi auteur, artiste et voltigeuse aérienne.

## Biographie
Lois Hamilton étudie à la Temple University dans sa ville natale de Philadelphie puis à l'Université de Florence, en Italie, où elle obtient un diplôme en psychologie et en beaux-arts.
Elle commence sa carrière à la fin des années 1970 comme modèle de mode pour Eileen Ford.
Artiste, elle peint et réalise des sculptures en bronze et expose à plusieurs reprises à Los Angeles.
Elle possède un brevet de pilote et fait de la voltige sur son biplan allemand de 1936.
Apparemment dépressive après avoir été victime d'un accident de voiture en mai 1999, le 23 décembre 1999, Lois Hamilton s'enferme dans sa chambre d'hôtel à Rio de Janeiro, avale plusieurs somnifères et se met un sac en plastique sur la tête. Elle meurt peu après. Ses cendres reposent au Valhalla Memorial Park Cemetery à North Hollywood.
Son dernier film, Bob's Night Out, ne sort qu'en 2004 en raison d'un tragique accident de circulation survenu en 1996, qui a touché la famille Bond, propriétaire d'American Mutoscope & Biograph Co, producteur du film.

## Filmographie partielle

### Au cinéma
- 1975 : Ennemis comme avant (The Sunshine Boys) de Herbert Ross
- 1979 : Le Cavalier électrique (The Electric Horseman) de Sydney Pollack
- 1981 : L'Équipée du Cannonball (The Cannonball Run) de Hal Needham : fille de Seymour
- 1981 : Les Bleus (Stripes) d'Ivan Reitman
- 1985 : Les Chester en Floride (Summer Rental) de Carl Reiner
- 1986 : Armés pour répondre (Armed Response) de Fred Olen Ray

### À la télévision
- 1978 : Starsky et Hutch (un épisode)
- 1979 : Chips (un épisode)
- 1979 : Shérif, fais-moi peur (un épisode)
- 1984 : Invitation pour l'enfer (téléfilm) de Wes Craven

## Littérature
- Move Over Tarzan, roman